# 663 Gerlinde
663 Gerlinde eller 1908 DG är en stor asteroid i huvudbältet, som upptäcktes 24 juni 1908 av den tyska astronomen August Kopff i Heidelberg. Ursprunget till namnet är okänt.
Asteroiden har en diameter på ungefär 107 kilometer.